# Hôpital adventiste de Taïwan
L’hôpital adventiste de Taïwan (en chinois, 臺安醫院) est un centre hospitalier adventiste à Taipei à Taïwan, réputé pour sa promotion des principes de la santé et ses services de médecine préventive. 

## Histoire
En 1925, le médecin adventiste, Harry Miller, fonde un hôpital de 70 lits à Shanghai en Chine. Ce centre médical s'agrandit jusqu'à posséder 220 lits. Après le changement de gouvernement à la fin de la guerre civile chinoise, il est relocalisé sur l'île de Taïwan en 1949. La nouvelle structure est inaugurée en mars 1955, s'appelant désormais le Sanitarium et hôpital de Taïwan. Depuis 1971, il porte son nom actuel,. En 1994, l’hôpital est accrédité par le ministère de la santé de Taïwan en tant que  centre hospitalier régional d'enseignement sanitaire.    

## Services
- Département de médecine
- Département de chirurgie
- Département de gynécologie et d'obstétrique
- Département de dentisterie
- Service d'urgence
- Centre médical international
- Service de la communauté
- Service d'assistance sociale

L’hôpital adventiste de Taïwan contient 379 lits. Il est engagé dans la promotion des principes de santé avec le Centre NEWSTART, le restaurant végétarien "Goût de la nature" ouvert au public, et applique ces principes sur le lieu de travail avec ses employés, selon l'initiative de l'Organisation mondiale de la santé,.
NEW START (nouveau départ) est l'acronyme (en anglais) des huit principes naturels de la santé, préconisé par l'Église adventiste : nutrition, exercice physique, eau pure, rayons du soleil, contrôle de soi (tempérance), air pur, repos, et confiance en Dieu.
L’hôpital adventiste de Taïwan place beaucoup d'emphase sur la médecine préventive avec la Clinique de médecine préventive, le Centre de restauration de la beauté,, le Centre de consultation physique, et le Centre d'exercice physique NEWSTART.